# Liddes

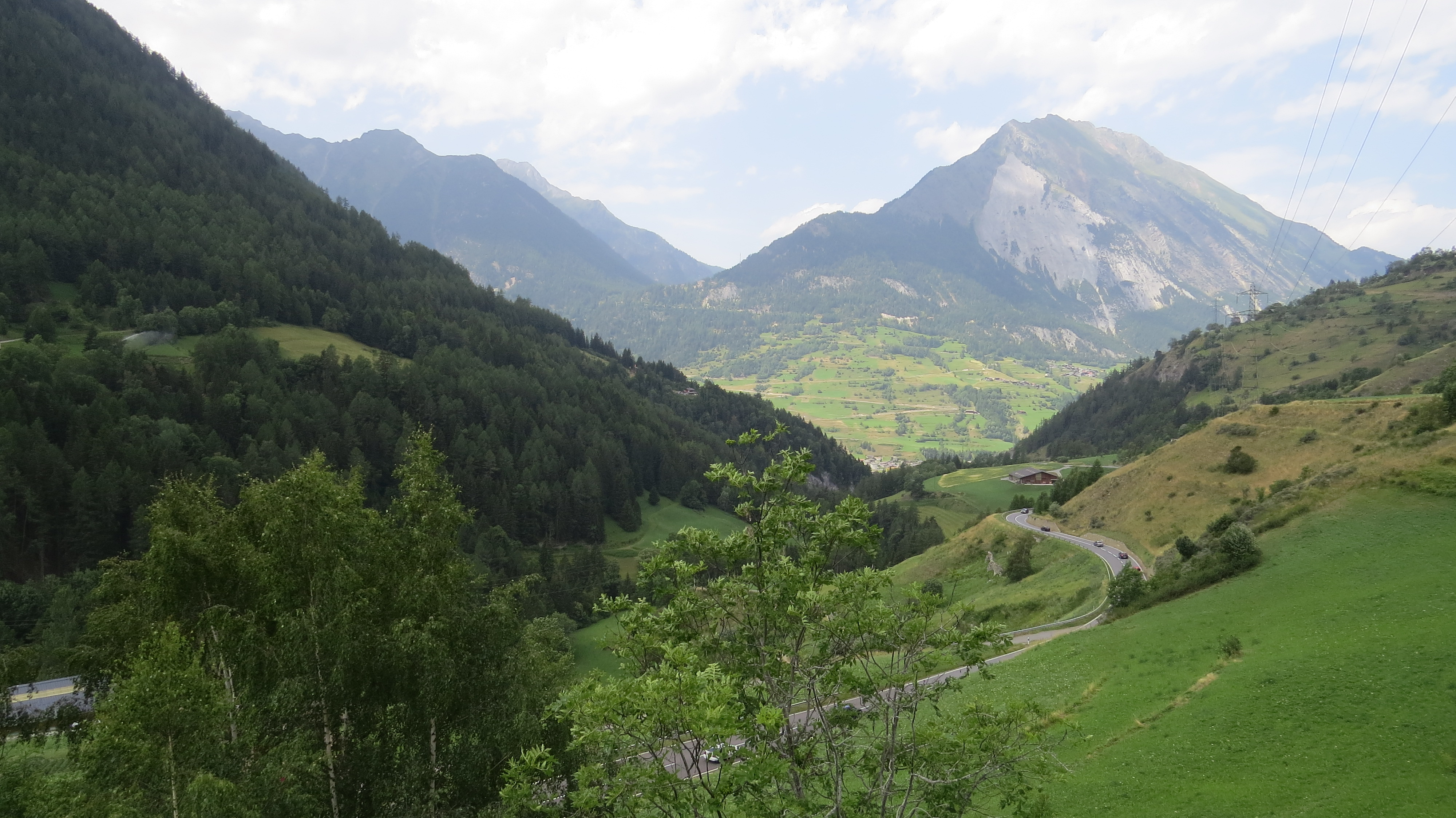
Val d'Entremont bei Liddes

Liddes ist eine politische Gemeinde und eine Burgergemeinde des Bezirks Entremont im französischsprachigen Teil des Kantons Wallis in der Schweiz.

## Geographie
Die Gemeinde liegt an der Hauptstrasse 21 zum Grossen Sankt Bernhard als zweitletztes Dorf vor der Passhöhe. Sie  grenzt im Norden an Orsières, im Osten an Val de Bagnes und im Süden an Bourg-Saint-Pierre und besteht neben Liddes-Ville aus den Weilern Chandonne, Dranse, Rive-Haute, Fontaine-Dessous, Fontaine-Dessus, Les Moulins, Vichères, Fornex, Chez-Petit und Palasuit.

## Geschichte
Die archäologischen Forschungen von 2014 bei der Mur d’Annibal auf rund 2640 m ü. M. oberhalb Liddes (Maueranfang: 584064 / 92652; Mauerende: 584168 / 92602) datierten die dortigen Fundstücke auf die Zeit von 50–15 v. Chr. Dies dürfte die höchste Stelle mit Besiedelungsspuren aus dieser Epoche in Europa sein.
Liddes wurde 1177 erstmals als Leides erwähnt. Es war bis 1475 im Besitze des Bischofs von Sitten und ging dann an das Haus Savoyen über. Die Lehensrechte der Familie Allinges waren bereits 1376 an Amadeus VI. von Savoyen übergegangen. Die Gemeinde ging 1228 aus einer Abspaltung von Orsières hervor und erlangte 1308 ihre Freiheiten. Während der Helvetik gehörte sie zur kurzlebigen Rhodanischen Republik, die zur Sicherung der Pässe Simplon und Grosser St. Bernhard geplant wurde, dann zur Republik Wallis und von 1810 bis 1814 zum französischen Département Simplon. Der Durchmarsch der französischen Reservearmee 1800 zwang viele der dadurch verarmten Bewohner zur Auswanderung.
Die Kirche Sankt Georg war Mensalgut des Bischofs von Sitten, der sie im 12. Jahrhundert der Ordensgemeinschaft des Grossen St. Bernhards vergab. Ab dem 15. Jahrhundert besass jeder Weiler eine eigene Kapelle.
Die mehrheitlich in der Land- und Holzwirtschaft arbeitenden Bewohner schlossen sich zu Alp- und Nutzungsgenossenschaften zusammen. Einige arbeiteten als Taglöhner in den Weinbergen von Martigny, Aigle und Bex.  Ab 1899 erhielt die Gemeinde Konzessionsgebühren (Wasserzins) entsprechend dem auf ihrem Territorium genutzten Wasserkraftpotenzial der Seitengewässer der Rhone. Der Ortsteil Vichères-Bavon entwickelte sich seit 1974 zum Winterkurort und Skigebiet.

Luftbild (1946)

## Bevölkerung
| Bevölkerungsentwicklung | Bevölkerungsentwicklung | Bevölkerungsentwicklung | Bevölkerungsentwicklung | Bevölkerungsentwicklung | Bevölkerungsentwicklung | Bevölkerungsentwicklung | Bevölkerungsentwicklung | Bevölkerungsentwicklung | Bevölkerungsentwicklung | Bevölkerungsentwicklung | Bevölkerungsentwicklung |
| ----------------------- | ----------------------- | ----------------------- | ----------------------- | ----------------------- | ----------------------- | ----------------------- | ----------------------- | ----------------------- | ----------------------- | ----------------------- | ----------------------- |
| Jahr                    | 1802                    | 1850                    | 1900                    | 1950                    | 2000                    | 2010                    | 2012                    | 2014                    | 2016                    | 2018                    | 2020                    |
| Einwohner               | 1243                    | 1347                    | 1076                    | 720                     | 659                     | 750                     | 729                     | 752                     | 755                     | 720                     | 735                     |

Die Bevölkerungsentwicklung war seit dem 19. Jahrhundert ständig zurückgegangen und erholt sich seit der Jahrtausendwende wieder.